# Gasper
Gasper – przysiółek w Anglii, w Wiltshire, w dystrykcie (unitary authority) Wiltshire. Leży 38,5 km od miasta Salisbury, 26,8 km od miasta Trowbridge i 163,9 km od Londynu. W latach 1870–1872 miejscowość liczyła 70 mieszkańców.